# Palestrina - Príncipe da Música
Palestrina - Príncipe da Música (nome em português adotado pelo site oficial, ou Palestrina - Fürst der Musik, em alemão, ou Palestrina - Princeps Musicae, em latim) é um filme musical de 2009, dirigido pelo diretor alemão Georg Brintrup. O filme conta a vida do mais importante compositor italiano do Renascimento através de uma série de entrevistas impossíveis.

## Sinopse
Enquanto o Protestantismo avança no norte da Europa, o jovem Giovanni Pierluigi, mais tarde conhecido como Il Palestrina, é educado em Roma na escola musical de Costanzo Festa. Em meados do século XVI, o músico se torna diretor da Capela Giulia na Basílica de São Pedro, um ex-cantor de coro juvenil puero, revela como o Mestre, querendo fazer com que seus alunos sintam a sensação de vozes voando, livre no espaço, insistia na ideia: Você tem que dar um espírito vivo às palavras! Seu idioma não é as palavras, mas os sons; toda voz no coro, como todo planeta no universo, é independente e, no entanto, responde a uma ordem superior.
Pouco tempo depois, por ordem do Santo Padre, sem exame e sem o consentimento dos cantores Palestrina é nomeado membro da Capela do Papa, a posição mais alta para um cantor na época, mas, três meses depois, Julius III morre e é sucedido por Marcello II, que reinará apenas três semanas e deixará seu nome ligado à famosa composição de Palestrina Missa Papae Marcelli. O próximo pontífice, Paulo IV, determinado a estabelecer uma rigorosa disciplina eclesiástica e com seu Motu Proprio, em referência à constituição do Colégio de cantores da Capela, decide que membros tinham que ser solteiros, ter bons costumes e terem sido agraciados ao menos com ordens menores, assim, demite Palestrina junto com os outros cantores casados. O artista, que como todos os outros, estava sujeito à benevolência ou à aversão dos poderosos, torna-se profundamente amargo. Estes eventos pessoais o fazem perceber o quanto seus adversários estão mais interessados na política do que na espiritualidade da música. Essa ideia o assombra e gera nele o desejo de redenção, especialmente após sua nova tarefa na Basílica de Santa Maria Maior. As vozes, como os planetas, se movem, se transformam em uma figura, uma nota, uma carta, uma fruta ...
Dentro de alguns anos, Palestrina desenvolve um estilo musical vocal que se caracteriza pelo equilíbrio entre compreensão do texto e arte contrapuntista; proporcionalmente em todas as partituras, a palavra e o som são liberados de ter função de prioridade de um sobre o outro: sua Missa Papae Marcelli se tornará um modelo musical após o Concílio de Trento porque satisfaz a aspiração da música litúrgica de que as palavras sejam compreendidas por quem escuta e participa do ritual. Os jesuítas, empenhados em recompor a unidade da Igreja, chamam Palestrina para ensinar no seu Colégio Romano: sabem que a música atinge a alma humana mais do que as palavras e pode tornar-se um instrumento efetivo na propagação do catolicismo: governantes, príncipes e até mesmo o imperador brigam entre si para ter Palestrina, mas ele prefere manter sua independência artística e, por trás do pedido de pagamentos exagerados, esconde o desejo de ficar em Roma.
Em breve, volta a dirigir a Cappella Giulia e é o primeiro e único músico a receber o título de Modulator Pontificus, compositor papal. No alto de sua carreira, Palestrina recebe um golpe negativo do destino: propagadas através de guerras, fome e ameaças das tropas turcas, a peste e a epidemia de gripe levam seus dois filhos mais velhos e depois sua esposa. O artista fica desesperado e cai em uma profunda depressão; para de compor e pede para fazer votos eclesiásticos. No entanto, sua força de vontade e ambição o levam a retomar sua vida, mudar de planos e se casar novamente, desta vez com uma rica viúva de um comerciante de peles: finalmente, ele tem o dinheiro para publicar suas obras. Em apenas alguns anos, consegue imprimir dezesseis livros, que deixam para a posteridade seu testamento musical e artístico que ainda hoje nos fascina.

## Trilha sonora
Para a trilha sonora do filme foram utilizadas as seguintes 15 composições de Giovanni Pierluigi da Palestrina:
| No. | título obra                            |  |
| --- | -------------------------------------- |  |
| 1.  | Nun                                    |  |
| 2.  | Ecce sacerdos - Kyrie und Christe      |  |
| 3.  | S'il dissi mai                         |  |
| 4.  | Io son ferito                          |  |
| 5.  | Ecce sacerdos - Agnus                  |  |
| 6.  | Aleph I und II                         |  |
| 7.  | Heth                                   |  |
| 8.  | Missa Brevis - Gloria und qui tollis   |  |
| 9.  | Missa Utremifasola - Agnus             |  |
| 10. | Missa Papae Marcelli - Kyrie und Credo |  |
| 11. | La ver aurora                          |  |
| 12. | O refrigerio acceso                    |  |
| 13. | Ioth                                   |  |
| 14. | Super flumina Babylonis                |  |
| 15. | Sicut cervus I und II                  |  |

Além destas, no filme, estão ainda as seguintes músicas de outros autores:
- Costanzo Festa − Ogni loco m'atrista
- Jacques Arcadelt − Dormendo un giorno

## Crítica
| “ | Os apaixonados por Giovanni Pierluigi da Palestrina são tantos no mundo, que o diretor teve uma tarefa muito difícil e escolhas significativas a serem feitas para o tratamento do tema. A primeira dessas escolhas fundamentais Brintrup fez optando por uma biografia dramatizada; a segunda, definindo os contornos deste trabalho impressionante: foi fazer escultar a música do maestro, tanta música, interpretada com talento, brio e sobretudo com alma, pelo Ensemble Seicentonovecento, dirigido por Flavio Colusso. - Brintrup consegue nos mostrar um Palestrina humano, bon vivant, mas também um homem atormentado, às vezes cheio de si, profundamente artístico e sinceramente místico. Ele também nos mostra uma Itália em que a religião é onipresente e muito política. Analisando a evolução do pensamento musical e filosófico do maestro, o diretor produziu uma impressionante ode à polifonia. | ” |
| — Martin Prévost em FIFA Onirico, celeste, divino, è il Palestrina, publicado em 22 março de 2011 em Montreal | |   |

## Bastidores
O filme foi rodado semanas antes do terremoto de 2009 na cidade de L’Aquila. A RAI transmitiu o filme com a seguinte legenda no início do filme:
| “ | Muitas cenas do filme que você está prestes a assistir foram filmadas em Áquila e arredores algumas semanas antes do terremoto. Este é, portanto, o último filme filmado na cidade dos Abruzos antes do terremoto, e também é o último testemunho de lugares e monumentos que não estão mais lá, como os afrescos no coro do Mosteiro da Beata Antonia ou na sala quadrada do Palazzo Branconio. | ” |